# Эндер в изгнании
Эндер в изгнании (англ. Ender in Exile) представляет собой научно-фантастический роман Орсона Скотта Карда, часть серии «Игра Эндера», опубликованный 11 ноября 2008 года. Он проходит между двумя удостоенными наград романами: Игра Эндера и Голос тех, кого нет.
Это также можно рассматривать как параллельный роман для первых трех сиквелов в Теневой саге, поскольку вся эта трилогия имеет место в промежутке Эндера в Изгнании. Роман завершает свисающую сюжетную линию Теневой саги, в то время как он делает несколько ссылок на события, которые происходят во время Теневой саги. С одной стороны, роман расширяет (или заменяет) последнюю главу оригинальной игры Эндера.
С другой стороны, он заполняет пробел прямо перед последней главой, а с другой стороны, он заполняет промежуток между последней главой и оригинальным (первым) сиквелом (оба называются Speaker for the Dead). Эндер в изгнании начинается через год после того, как Эндер выиграл войну с «жукерами», и начинается с рассказа «Возвращение Эндера» на веб-сайте Intergalactic Medicine Show. Другие рассказы, которые были опубликованы в других местах, включены в главы романа.

## Сюжет
После победы в войне Эндер остаётся на Эросе. Питер под псевдонимом «Локк» подавил возмущения враждующих народов и установил на Земле временное перемирие. Валентина не хочет больше быть частью планов Питера по завоеванию мира. Она просит родителей отправиться с ней и Эндером в колонию на планету Шекспир. Они отказываются. Алессандра и её мать, Дорабелла, отправляются на Шекспир, чтобы избавиться от матери Дорабеллы и уйти от денежных проблем. Они планировали провести два года полета в стазисе, но в результате путаницы они будут бодрствовать вместе с Эндером, Валентиной, адмиралом Квинси Морганом (капитаном) и другими колонистами, решившими не погружаться в стазис.
На протяжении всего полёта Эндеру приходится иметь дело с твёрдым намерением адмирала Моргана узурпировать законное место Эндера как губернатора Шекспира. Морган видит в Эндере только глупого ребёнка, за которым никто не последует. В время полета Дорабелла обольщает адмирала Моргана и пытается заставить свою дочь Алессандру соблазнить Эндера, планируя, что после её собственной свадьбы с Морганом и свадьбы Алессандры и Эндера Морган сможет управлять Шекспиром, используя Эндера как марионетку.